# União das Freguesias de Tavira (Santa Maria e Santiago)
União das Freguesias de Tavira (Santa Maria e Santiago), kurz Tavira (Santa Maria e Santiago) oder auch Freguesia de Tavira, ist eine Gemeinde (Freguesia) im Kreis (Concelho) von Tavira an der Algarve, im Süden Portugals.
Sie bildet die eigentliche Innenstadtgemeinde von Tavira.
In der Gemeinde leben 15.133 Einwohner auf einer Fläche von 147,99 km² (Stand nach Zahlen von 2011).
Die Gemeinde entstand im Zuge der Gebietsreform in Portugal am 29. September 2013 durch Zusammenlegung der Gemeinden Santa Maria und Santiago.